# Almnäs station
Almnäs station (Alä) är en tidigare järnvägsstation på järnvägslinjen Norra Södermanlands järnväg. Stationshuset brann ner 2006/2007.

## Historik

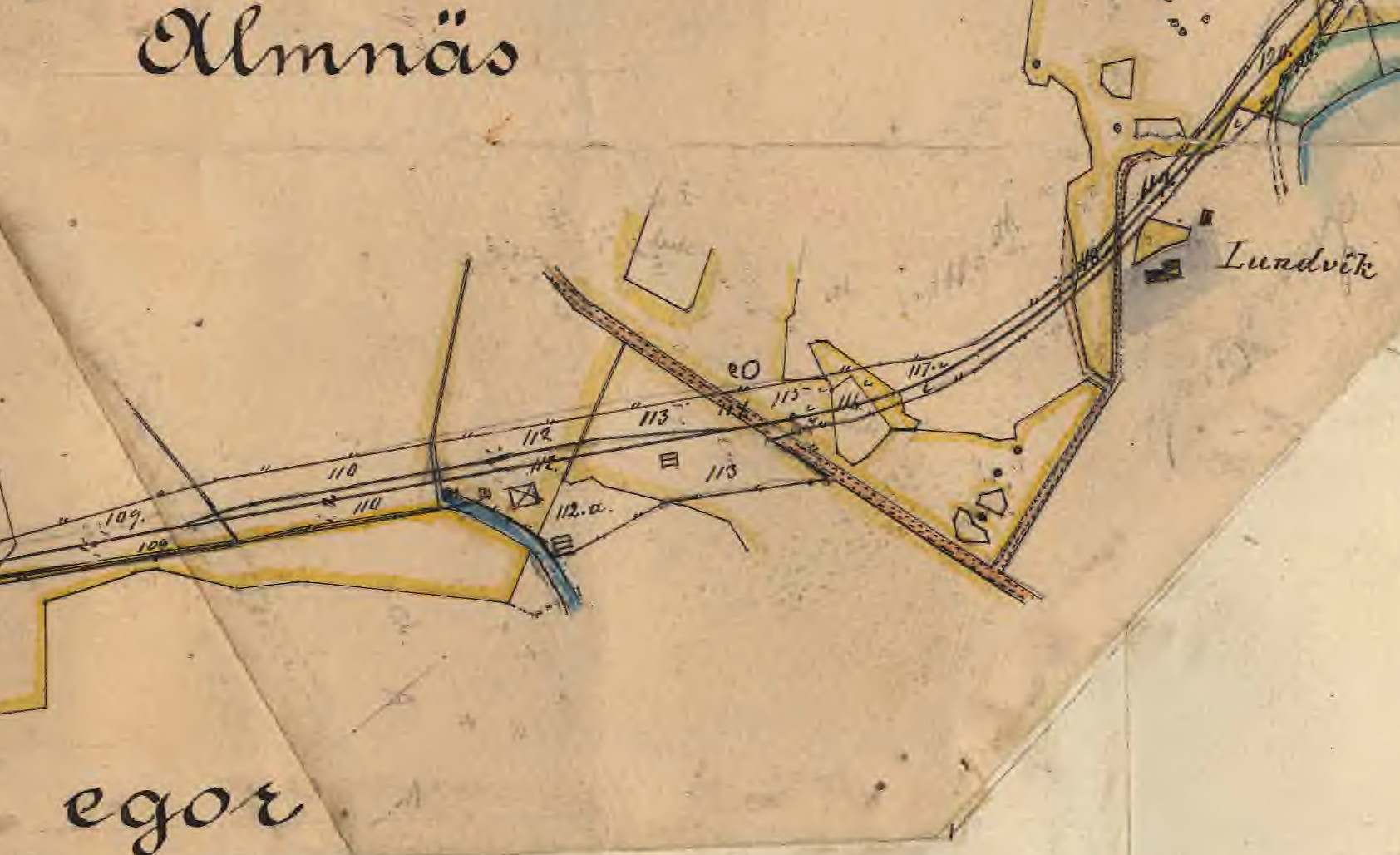
Karta över stationsområdet, 1894.

Åren 1890–1895 anlades järnvägslinjen Norra Södermanlands järnväg över Almnäs gårds marker. Dåvarande ägaren till Almnäs gård donerade pengar till järnvägsbygget under förutsättning att han fick en station i närheten av gården. Järnvägsstationen byggdes knappt 600 meter väster om gården och fick namnet Almnäs som invigdes den 26 maj 1895. Bebyggelsen bestod av ett stationshus, ett offentligt avträde och ett förråd. 
Stationshuset var ett trähus i en våning med inredd vind under ett sadeltak. Kring entrén fanns en förstukvist med lövsågerier. Fasaderna var panelade i olika riktningar och avfärgade i vit och gul kulör. Inne i huset fanns väntsal och en liten lägenhet för stationsföreståndaren.
Vid stationen fanns ett kort stycke dubbelspår, medan resten av banan var enkelspår. Från stationen gick ett stickspår mot sydväst till gårdens stenbrott. Stationen stängdes för allmän trafik den 12 juni 1968, men nyttjades ytterligare några år för transporter till och från den nybyggda Almnäs garnison för Svea ingenjörkår. Stationshuset brann ner årsskiftet 2006/2007, då var byggnaden i mycket dåligt skick.

## Nutida bilder

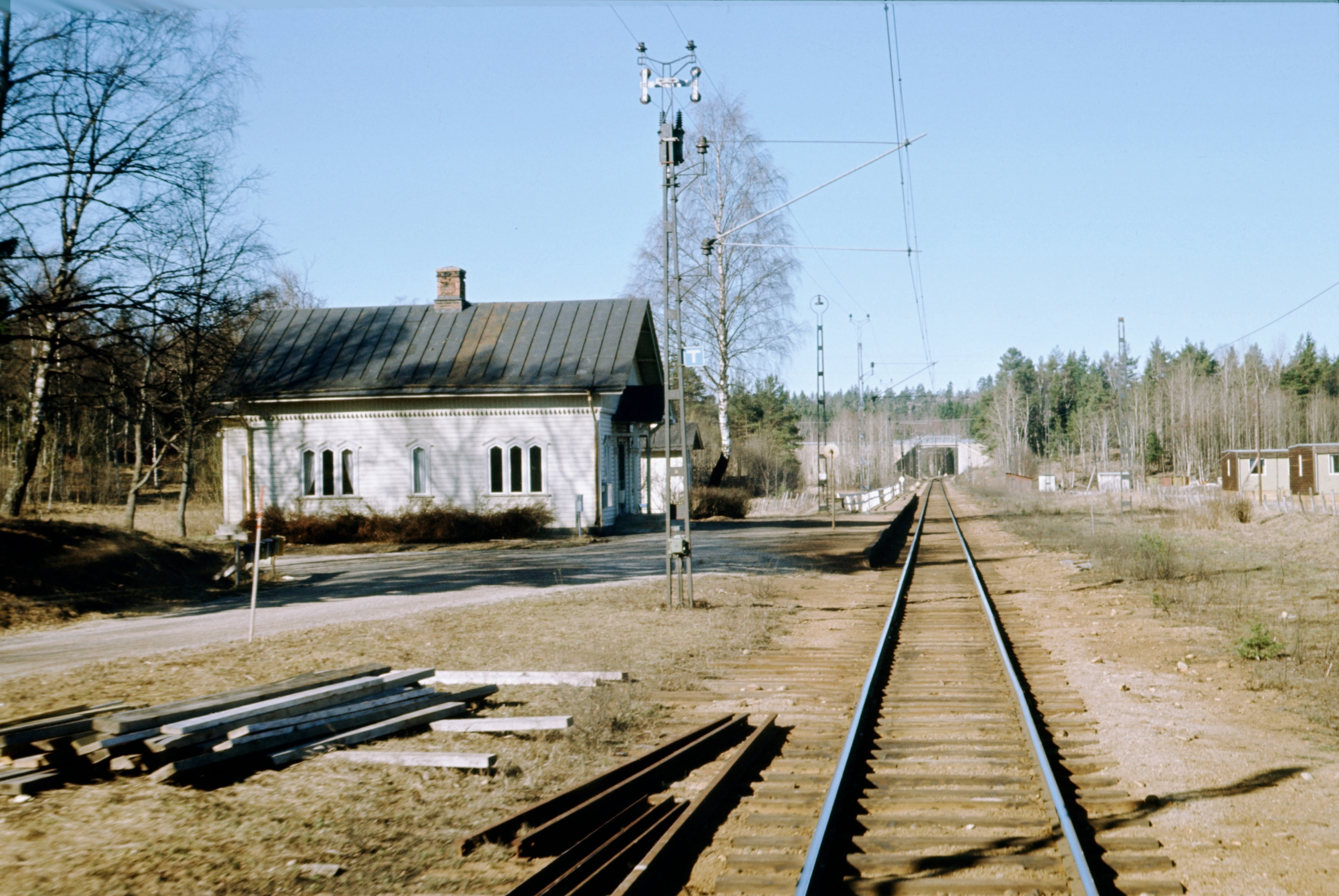
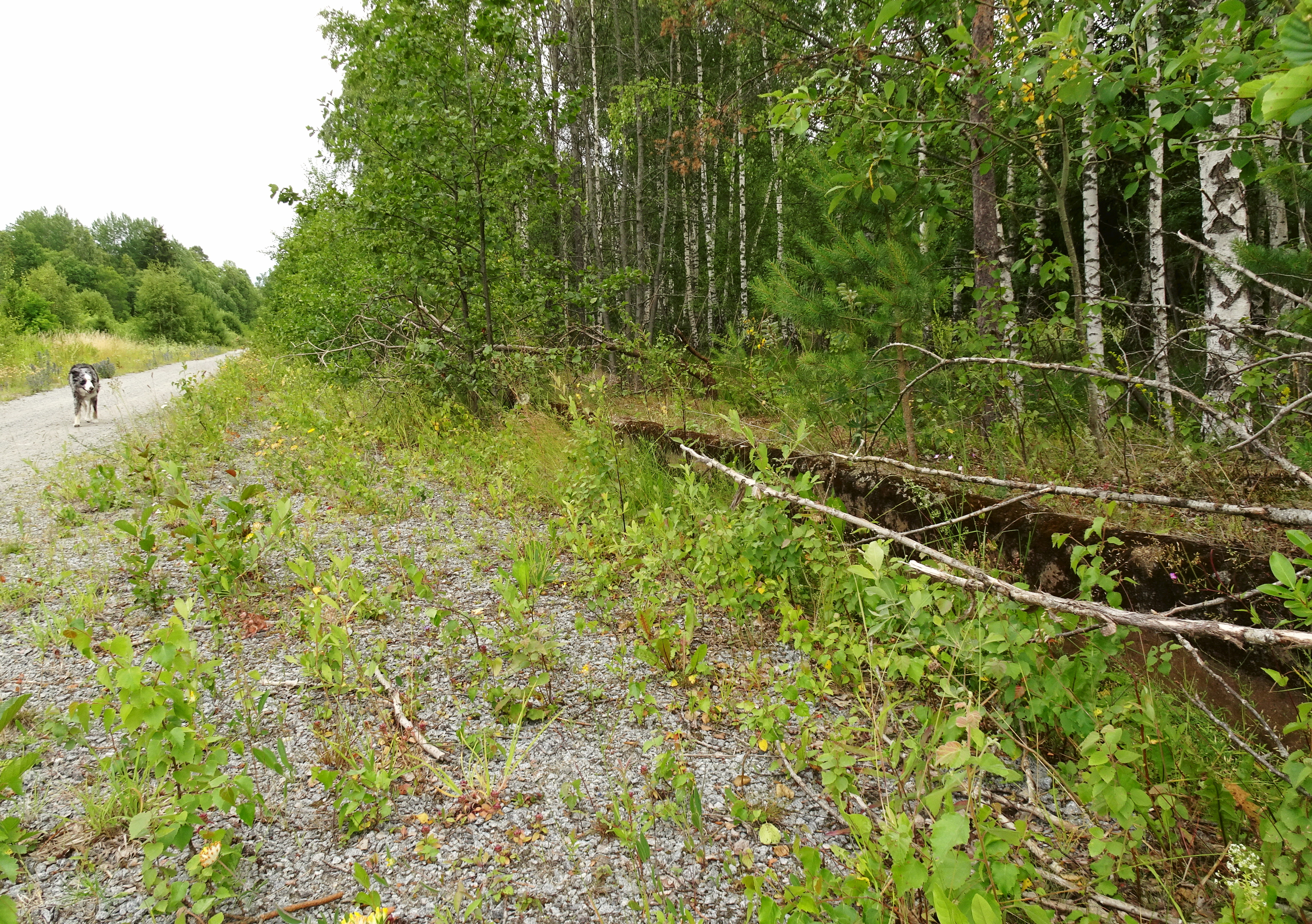
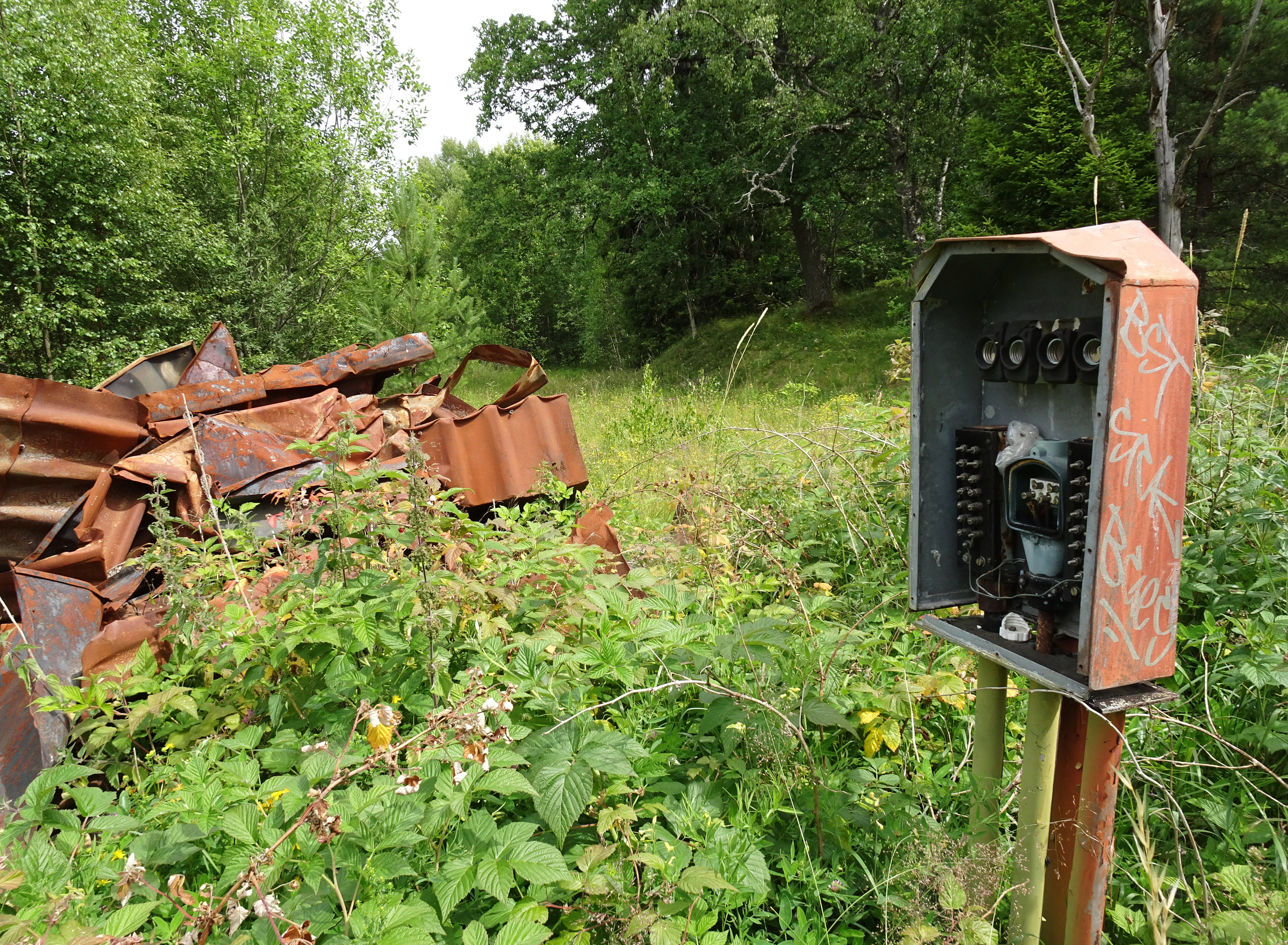
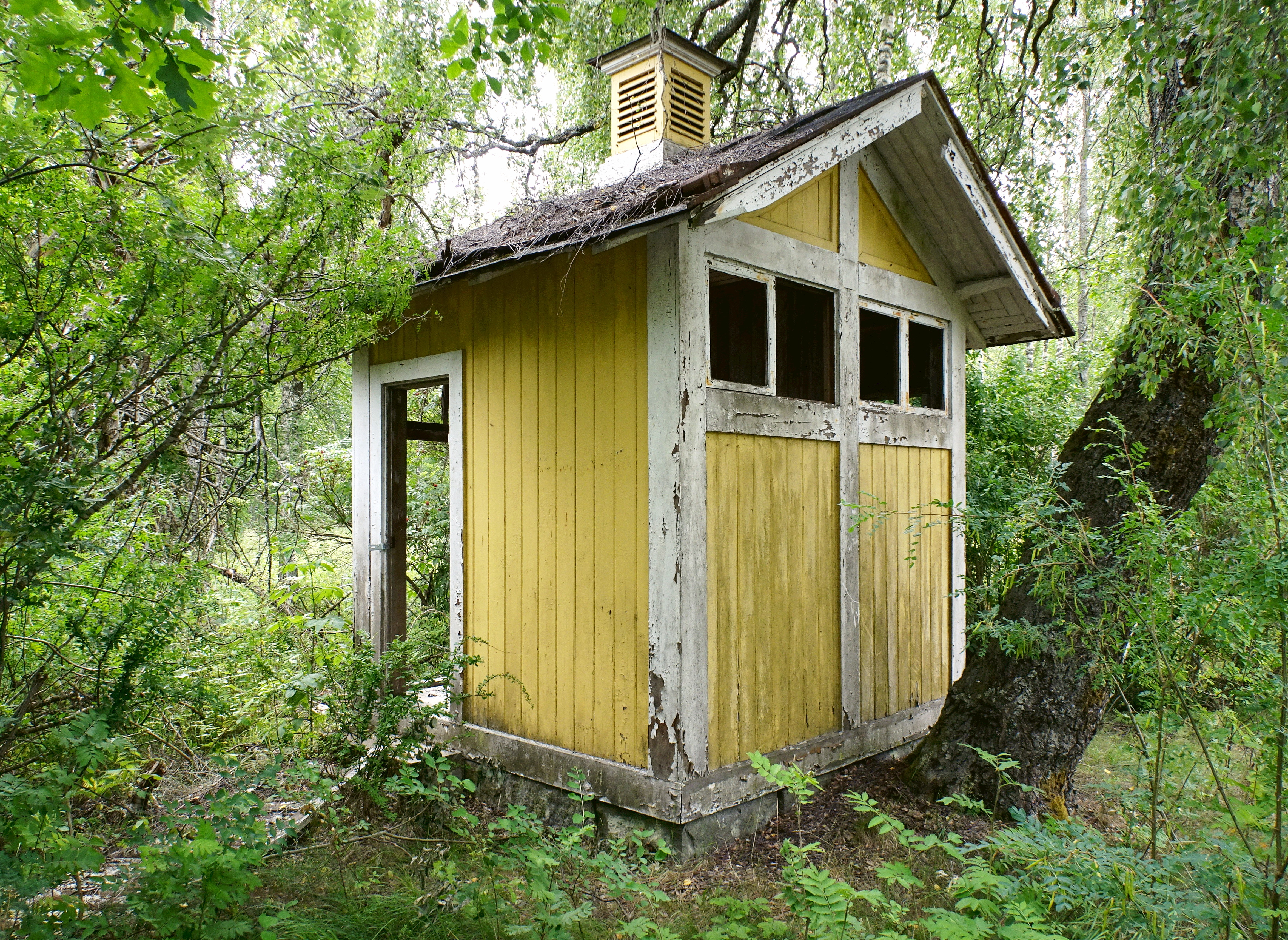
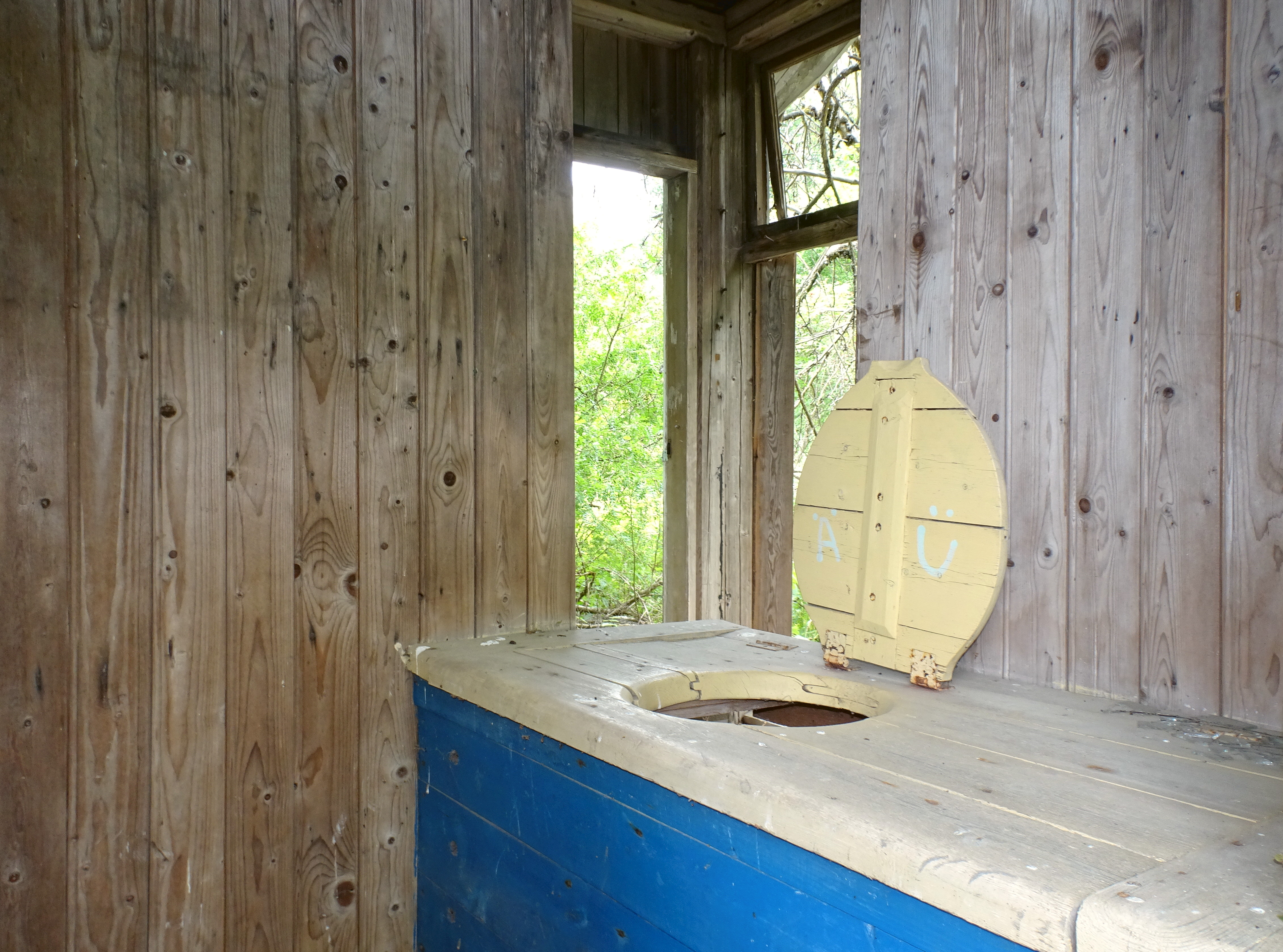